# 473 Nolli
473 Nolli este un asteroid din centura principală, descoperit pe 13 februarie 1901, de Max Wolf.